# Filomeno Gonzales Bactol
Filomeno Gonzales Bactol (ur. 29 listopada 1939 w Carigara) – filipiński duchowny rzymskokatolicki, w latach 1981–2017 biskup Naval.

## Życiorys
Święcenia kapłańskie przyjął 6 kwietnia 1968. 29 lipca 1981 został prekonizowany biskupem pomocniczym Palo ze stolicą tytularną Germaniciana. Sakrę biskupią otrzymał 15 października 1981. 29 listopada 1988 został mianowany biskupem Naval. 13 października 2017 przeszedł na emeryturę.